# Insurrection/résurrection
Pour les articles homonymes, voir Résurrection (homonymie).
Pour plus de détails, voir Fiche technique et Distribution.
Insurrection/résurrection est un film français réalisé par Pierre Méréjkowsky et sorti en 2004.

## Fiche technique
- Titre : Insurrection/résurrection
- Réalisation : Pierre Méréjkowsky
- Scénario : Pierre Méréjkowsky
- Photographie : Emmanuelle Le Fur
- Décors : Marie-Noelle Lacassin
- Son : Francis Bonfanti
- Montage : Michèle Le Guernevel
- Sociétés de production : Les Films sauvages - Lardux Films
- Pays de production :  France
- Durée : 70 minutes
- Date de sortie : France - 10 novembre 2004[1]

## Distribution
- Pierre Méréjkowsky
- Aurélien Recoing
- Patrick Zocco
- Éric Feldman
- Jean-François Gallotte
- Véronique Fortin
- Astrid Adverbe